# Карако, Давид
Давид Карако (ивр. דוד קרקו‎; 11 февраля 1945, Яффа, Подмандатная Палестина — 4 мая 2025) — израильский футболист и футбольный тренер, играл на позиции защитника. Участник чемпионата мира 1970 года. Бронзовый призёр Кубка Азии 1968 года.

## Биография

### Клубная карьера
В течение 12 сезонов Карако играл за «Маккаби» из Тель-Авива, в составе которого выиграл 3 чемпионских титула и 4 Кубка Израиля. Начинал играть на позиции нападающего, но в «Маккаби» стал центральным защитником. В 1975 году перешёл в иерусалимский «Бейтар», в составе которого играл один сезон и выиграл Кубок Израиля в 1976 году.
В 1976 году перешёл в «Хапоэль» из Йехуда, в котором отыграл шесть сезонов и в 1982 году завершил карьеру из-за травмы, выиграв Кубок Израиля.

### Карьера в сборной
В составе сборной Израиля принимал участие на Кубке Азии 1968 года и завоевал бронзовые медали.
В том же году Розенталь был основным игроком на олимпийском футбольном турнире, где сыграл в матче группового этапа против сборной Венгрии, который Израиль проиграл со счётом 0:2.
Принимал участие на чемпионате мира 1970 года, но на поле так и не выходил. Всего за сборную Израиля сыграл 13 матчей и не отметился забитыми мячами.

### Тренерская карьера
Работал главным тренером нескольких израильских клубов («Хапоэль» из Йехуда, Тайбе и Рамат-Гана, «Лазарус» и «Маккаби» из Герцлии).

### Смерть
Скончался 4 мая 2025 года в возрасте 80 лет.

## Достижения
«Маккаби» (Тель-Авив)
- Чемпион Израиля (3): 1966/68, 1969/70, 1971/72
- Обладатель Кубка Израиля (4): 1963/64, 1964/65, 1966/67, 1969/70
- Обладатель Азиатского клубного чемпионата (2): 1969, 1971

«Бейтар» (Иерусалим)
- Обладатель Кубка Израиля (1): 1975/76

«Хапоэль» (Йехуд)
- Обладатель Кубка Израиля (1): 1981/82